# Colapso de hotel de La Meca de 2006
El colapso del hotel de La Meca de 2006 ocurrió en La Meca, Arabia Saudita, el 5 de enero de 2006. Un hotel que albergaba a peregrinos musulmanes realizanndo el Hajj se derrumbó, matando a 76 personas y dejando heridas a 62.

## Hotel
El hotel de cuatro pisos, Lulu'at al-Khair, situado en la calle al-Ghazal, a sólo 60 metros de las paredes de Masjid al-Haram, estaba en demanda conforme el Hajj estaba a punto de empezar, y al menos 30 personas se sabe que estuvieron allí. Además de dar vivienda a los peregrinos, el edificio también contenía un restaurante y tiendas. En su base se encontraba rodeado de puestos de mercado. El edificio era de al menos 25 años de edad y su operador, Habib Turkestani, afirma que el edificio estaba en buenas condiciones estructurales y en «buena forma».

## Colapso
Según los informes, antes del colapso fue visto un incendio propagándose en la planta baja del edificio. La alarma de incendios se activó y aspersores entraron en operación. El edificio no estaba lleno, ya que muchos de los ocupantes habían hecho su camino a la Masjid al-Haram para el salat de mediados de día. Tan pronto como el colapso ocurrió, las personas cercanas comenzaron a excavar para tratar de remover los escombros. Hasta mil trabajadores de rescate saudíes fueron enviados, y dos grandes grúas fueron traídas para tratar de limpiar la mampostería. La gente en edificios cercanos fueron evacuadas como medida de precaución.

## Víctimas
Originalmente, el gobierno de Arabia Saudita declaró que trece personas murieron, pero esta cifra se elevó rápidamente, llegando a 76. La mayoría de los que murieron eran transeúntes, personas de compras en los mercados o que regresan de la Masjid al-Haram después del alat. La mayoría eran extranjeros procedentes de países árabes y asiáticos. Los muertos fueron enterrados en el cementerio Jannat al-Mu'alla en La Meca, donde los musulmanes creen que los sahaba de Mahoma resucitarán en el día del Juicio.